# Шамкаев, Акрам Беляевич
Акрам Беляевич Шамкаев (22 октября 1916, Староаширово, Самарская губерния — 12 августа 1981, Шурчи, Сурхандарьинская область) — понтонёр 135-го отдельного моторизованного понтонно-мостового батальона  6-й понтонно-мостовой бригады, старший лейтенант. Герой Советского Союза.

## Биография
Родился 22 октября 1916 года в селе Староаширово Матвеевской волости Бугурусланского уезда Самарской губернии (ныне село входит в состав Матвеевского района Оренбургской области). Татарин. Образование начальное, окончил только два класса. После организации в селе колхоза работал на разных работах в родном хозяйстве, а с 1935 года, окончив курсы, трудится на МТС трактористом.
В 1937 году был призван в Красную армию. Служил в танковых в частях. Участвовал в войне с Финляндией 1939—1940 годов, воевал вместе со старшим братом Василием в одном танке. В 1940 году был демобилизован и вернулся домой.
В июле 1941 года новь призван в армию. Снова вместе с братом в одном танке сражался с немецко-фашистскими захватчиками. После тяжёлого ранения продолжал службу в сапёрных частях, затем в 135-м отдельном моторизованном понтонно-мостовом батальоне 6-й понтонно-мостовой бригады.
Воевал в сапёрных войсках на Брянском, Воронежском и 3-м Украинском фронтах, участвовал в боях под Мценском, в Курской битве, освобождении Украины. Был награждён медалью «За боевые заслуги». Командиром взвода у него был И.И. Дмитриев. Особо отличился при форсировании реки Днепр осенью 1943 года.
В начале октября 1943 года расчёт парома, в составе которого был красноармеец Шамкаев, под огнём противника обеспечивал переправу боевой техники войск 3-й гвардейской танковой армии в районе Козинцы — Зарубенцы. В первый день работы под постоянным огнём противника было сделано 12 рейсов. Паром получил 16 пробоин, но, благодаря самоотверженности Шамакаева, который на ходу заделывал пробоины, оставался на плаву. Переправа продолжалась несколько дней.
12 октября 1943 года на середине Днепра был повреждён катер, ведущий паром, буксировочный трос намотался на винт, и снизился ход. Не обращая внимания на ледяную воду, ныряя, освободил винт. А когда катер задело осколками авиабомбы, быстро и умело заделал пробоины, дотянул до берега, спас людей.
Указом Президиума Верховного Совета СССР «О присвоении звания Героя Советского Союза генералам, офицерскому, сержантскому и рядовому составу Красной армии» от 10 января 1944 года за «образцовое выполнение боевых заданий командования на фронте борьбы с немецко-фашистскими захватчиками и проявленные при этом отвагу и геройство» удостоен звания Героя Советского Союза с вручением ордена Ленина и медали «Золотая Звезда».
После войны был демобилизован в звании старшины. Уехал в Узбекистан. Работал механиком в колхозе, затем в объединении сельхозтехники Шурчинского района Сурхандарьинской области. Жил в посёлке Шурчи.
Скончался 12 августа 1981 года.
Награды
Награждён орденом Ленина, медалями, в том числе «За боевые заслуги».
Память
- Его именем названы улица в городе Шурчи, бригада, где он работал, приз на спортивных состязаниях в районе.
- Его имя носит школа в селе Староаширово Матвеевского района Оренбургской области[3].